# Nick Zinner
Nicholas Joseph „Nick“ Zinner (* 8. prosince 1974) je americký kytarista působící v newyorské kapele Yeah Yeah Yeahs. Je znám svým „nezaměnitelným“ divokým stylem účesu, vyhublou postavu a bledým vzezřením. Zinner je také úspěšným fotografem.

## Hudební kariéra
Předtím, než v roce 2000 založil s Karen O a Brianem Chasem skupinu Yeah Yeah Yeahs, studoval na Bard College při čemž byl členem skupiny Boba Fett Experience, která si ale kvůli obavám z možných žalob přicházejících od George Lucase změnila svůj název na Challenge of the Future. Skupina se na konci 90. let přemístila do Williamsburgu a v roce 2001 se rozpadla.
Od roku 2001 Zinner spolupracoval s mnoha kapelami a zpěváky jako jsou například TV on the Radio, Har Mar Superstar, Ronnie Spectorová The Horrors a Scarlett Johansson. Spolupodílel se na albu americké indie rockové skupiny Bright Eyes z roku 2005 Digital Ash in a Digital Urn a dokonce s nimi vyjel i na turné.
V roce 2005 založil Zinner kapelu Head Wound City, jejíž členy jsou Jordan Blilie, Cody Votolato, Justin Pearson a Gabe Serbian.
V roce 2005 také produkoval remix skladby 'Compliments' z alba Silent Alarm Remixed britské skupiny Bloc Party. Dále zremixoval skladbu 'INRI' skupiny The Plot to Blow Up the Eiffel Tower k jejich albu INRI ep.
V srpnu 2009 se Zinner objevil na 16. místě v seznamu „Budoucích 50“ magazínu NME.
Na začátku roku 2011 nahrál kytarový part ke skladbě Go umělce Santigolda.
V květnu roku 2011 měl tu čest zorganizovat, řídit a nahrát vystoupení 41 Strings v americkém New Yorku u příležitosti 41. Dne Země. Vystoupení, na kterém spolupracoval s muzikanty Hisham Bharoocha a Ben Vida, zahrnovalo 41 hráčů na různé strunné hudební nástroje s přidáním perkusí a syntezátorů.

## Fotografie
Zinner studoval fotografii na školách v Paříži a v New Yorku. Dosud zveřejnil 4 samostatné výstavy svých prací: No Seats on the Party Car (2001), Slept in Beds (2003), I hope you are all happy now (2004), které obsahovaly úvodní slovo režiséra Jima Jarmusche a Please Take Me Off the Guest List (2010).
Výstava Zinnerových fotografií 1001 Images byla uspořádána v říjnu roku 2010 v New Yorku a v únoru 2011 v San Franciscu.
V lednu roku 2011 byl Zinner osloven firmou Lee Jeans, aby nafotografoval jejich zimní kolekci oblečení.
V květnu 2011 byla v newyorské galerii Anastasia Photo Galley umístěna jeho další expozice, jejíž součástí byly fotografie publika z koncertů jeho kapel.

## Osobní život
Nick Zinner je vegan a bojuje po boku organizace PETA za práva zvířat. Má mnoho tetování po celém těle, včetně hvězdy vytetované na rameni, srdce, které je umístěné na prstu a ruce. V dětství poslouchal heavy metal a mezi své největší vzory řadí kapelu Mötley Crüe a zpěváka-skladatele Glenna Danziga.
Jeho otec, Stephen Zinner MD, je profesor lékařství na Harvardově univerzitě a klasický klavírista. Nick mimo jiných nástrojů hrál na housle přirovnávající sám sebe k „malému géniu“.
Nickova sestra, Meredith Zinner, je herečka (objevila se například ve filmu Erin Brockovich a fotografka působící v New Yorku.

## Autorské spolupráce
- The Blood Brothers – Crimes (2004) – „Wolf Party“
- Bright Eyes – Digital Ash in a Digital Urn (2005 · Saddle Creek Records)
- Head Wound City – Head Wound City EP (2005)
- Bloc Party – Silent Alarm Remixed (2005) – „Compliments (Shibuyaka Remix By Nick Zinner)“
- The Plot To Blow Up The Eiffel Tower – INRI (EP) (2006) – „INRI (Nick Zinner Remix)“
- Scarlett Johansson – Anywhere I Lay My Head (2008)
- Nickel Eye – The Time of the Assassins (2009)
- N.A.S.A. – The Spirit of Apollo (2009) – „Whachadoin?“
- James Iha – Look to the Sky (2012) – „Dream Tonight“